# La freccia nel fianco (miniserie televisiva)
La freccia nel fianco è una miniserie televisiva italiana trasmessa nel 1983 su Rai 1 e diretta da Giovanni Fago. Tratto dal romanzo omonimo di Luciano Zuccoli, è il remake del film omonimo del 1945 diretto da Alberto Lattuada.